# Trois-Rivières

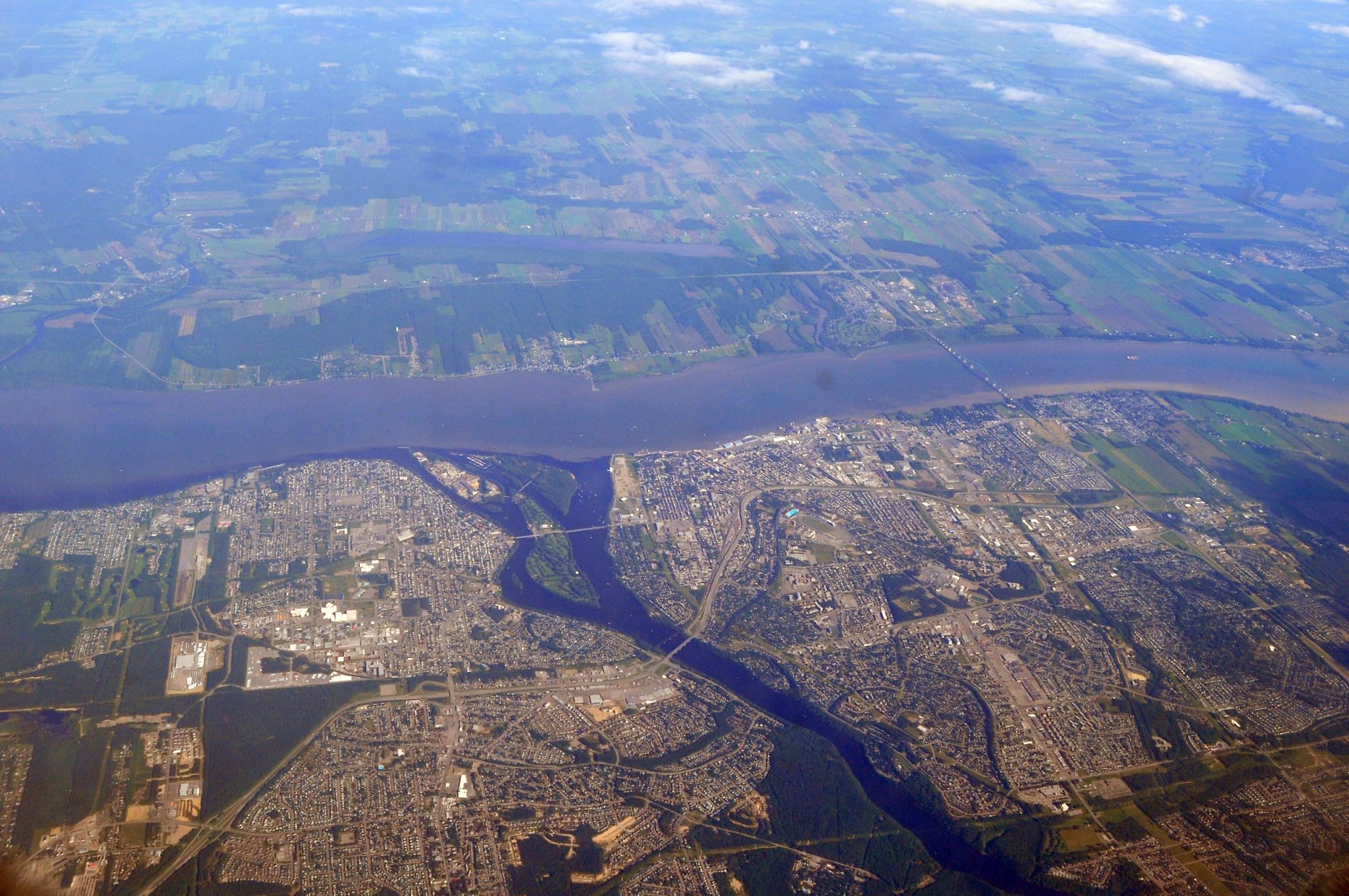
Vista aèria de Trois-Rivières.

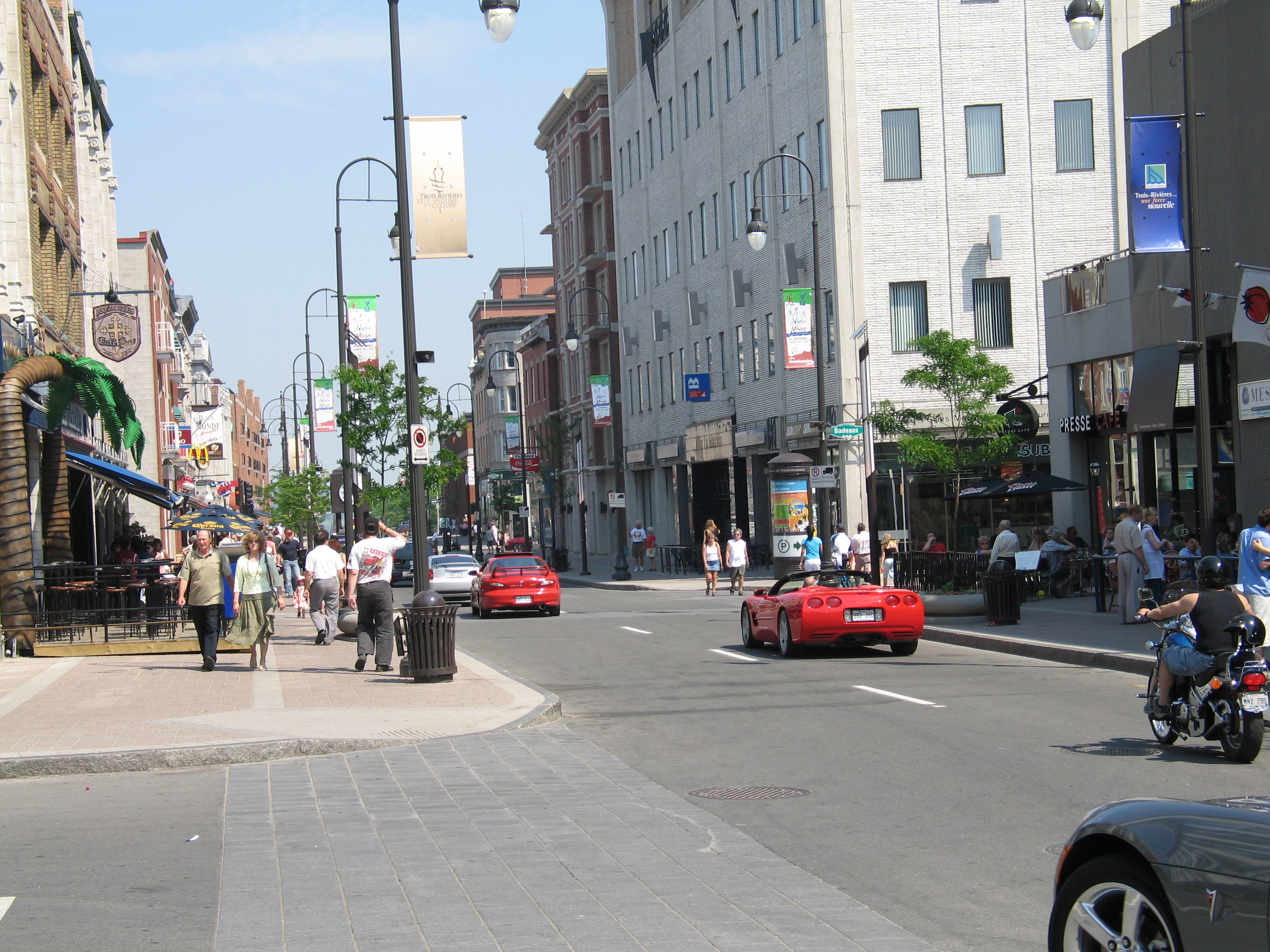
Centre de Trois-Rivières.

Trois-Rivières (que en francès significa Tres Rius) és una ciutat de la província del Quebec, Canadà. La ciutat té una superfície de 288,96 km² i una població de 134.012 habitants (2013). Té les competències d'un municipi regional de comtat. Es troba en la regió administrativa de Mauricie. La ciutat es troba al costat del riu Sant Llorenç en la desembocadura del riu Saint-Maurice, en el centre del Quebec.
Comprèn o forma part de les circumscripcions electorals de Champlain, Maskinongé i Trois-Rivière a nivell provincial i de Berthier—Maskinongé i Trois-Rivières a nivell federal.

## Geografia
Trois-Rivières està situada en les coordenades 46° 21′ 00″ N, 72° 33′ 00″ O / 46.35000°N,72.55000°O. Segons Statistics Canada, té una superfície total de 288,9 km² i és una de les 1.134 municipalitats en les quals està dividit administrativament el territori de la província del Quebec.

## Demografia
Segons el cens de l'any 2011, hi havia 131.338 persones residint en aquesta ciutat amb una densitat poblacional de 454,6 hab./km². Les dades del cens van mostrar que de les 126.293 persones censades el 2006, el 2011 va haver-hi un augment poblacional de 5.045 habitants (4%). El nombre total d'immobles particulars va resultar de 65.528 amb una densitat de 226,82 immobles per km². El nombre total d'habitatges particulars que es trobaven ocupats per residents habituals va ser de 61.390. L'àrea metropolitana de la ciutat tenia 151.773 habitants el 2011. El 2004 el 91,2% de la població era francòfona.